# Ambulacro (arquitetura)

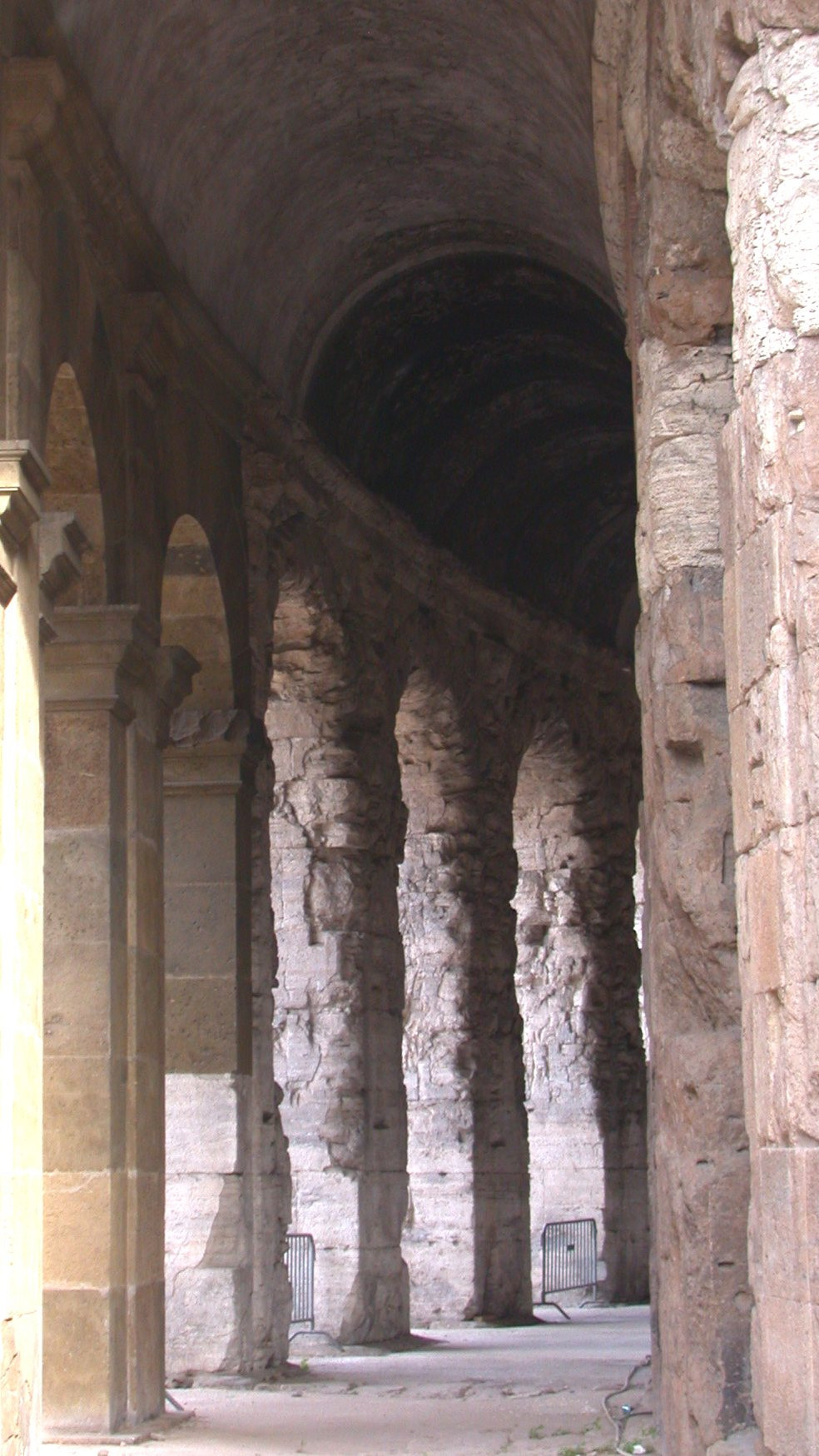
Ambulacro exterior do Teatro Marcello.

O ambulacro (do latim: ambulācrum) é um espaço arquitetónico que se desenvolve sobretudo longitudinalmente e que tem como objetivo principal canalizar o tráfego dentro de um local maior (interno ou externo). Muitas vezes é delimitado por colunatas que assumem a forma de um pórtico ou galeria.
Ambulacrum é uma palavra arquitetónica que se refere a um átrio, pátio ou parvise em frente a uma basílica ou igreja que é cercada por arcadas ou colunatas , ou árvores, e que frequentemente contém uma fonte. Também pode denotar um caminho para passeio com a árvores que o delineiam.
Dependendo do contexto de referência, o ambulacro pode assumir diferentes formas mas mantém a sua conotação de local destinado a caminhar ou passear. Na arquitetura romana referimo-nos à parte do edifício, muitas vezes coberta por um sótão ou abóbada, onde é permitido caminhar ou deslocar-se. Na arquitetura grega, o espaço de caminhada criado nos templos periféricos entre a colunata e o involucro da cella é denominado ambulatório. Na arquitetura paleocristã o ambulacro são as galerias das catacumbas. A palavra ambulacro também é usada como sinónimo de ambulatório , corredor localizado ao redor do coro e abside das igrejas românicas francesas posteriormente retomado pela arquitetura sacra gótica..